# Girls Got Rhythm
Girls Got Rhythm – utwór grupy AC/DC, pochodzący z szóstego albumu Highway to Hell (1979).
Na singlu wydanym w 1979 znalazły się piosenki:
- „Girls Got Rhythm”
- „If You Want Blood (You’ve Got It)”
- „Hell Ain’t a Bad Place to Be” (live)
- „Rock ‘n’ Roll Damnation” (live)

Piosenka w wersji live znajduje się również na albumach Let There Be Rock: The Movie – Live in Paris, kompilacji Bonfire z 1997 i DVD The Family Jewels z 2005.

## Zespół
- Bon Scott – wokal
- Angus Young – gitara prowadząca
- Malcolm Young – gitara rytmiczna
- Cliff Williams – gitara basowa
- Phil Rudd – perkusja